# زربال عربي
زربال عربي أو زربال وادي عربة (الاسم العلمي: Cerbalus aravaensis) هو عنكبوت من أنواع العناكب الصيادة، يتواجد في جنوب وادي عربة في فلسطين والأردن. تم وصف هذا النوع من العناكب لأول مرة من قبل جورشوم ليفي من الجامعة العبرية في القدس، في عام 2007، على الرغم من أن وكالات الأنباء ذكرت ذلك لاحقًا ،في عام 2010، على أنه اكتشاف جديد (مع تهجئة مختلفة قليلاً)، من قبل فريق من علماء الأحياء من جامعة حيفا. طول أرجل العنكبوت من هذا النوع يبلغ حوالي 14 سنتيمتر (5.5 بوصة)، مما يجعل هذه العناكب أكبر نوع من أنواع عائلة العناكب الصيادة التي تتواجد في الشرق الأوسط. يبلغ طول جسم الذكور من هذه العناكب ما بين 1.85–2.40 سنتيمتر (0.73–0.94 بوصة) ، بينما يبلغ طول جسم الإناث ما بين 2.20–2.65 سنتيمتر (0.87–1.04 بوصة).

## الموائل
يعيش عنكبوت الزربال العربي أو عنكبوت وادي عربة في الكثبان الرملية والرمال المستقرة جزئيًا التي تكون متواجدة على حافة المستنقعات المالحة. هذه العناكب كائنات حية ليلية وتظهر نشاطًا أكثر في أشهر الصيف الحارة. تبني أوكارًا لها تحت الأرض مع مفصل ، مثل الفخ ، حيث تحوي هذه الأوكار على غطاء (وصاد) شبيه بالباب المسحور المفصلي، ويتكون هذا الغطاء من الرمال والغراء، الهدف من بناء هذا الغطاء هو من أجل إخفاء المدخل من الحيوانات المفترسة التي من الممكن أن تفترس هذه العناكب.

## حالة الحفظ
رمال سمر، وهي آخر الكثبان الرملية المتبقية في منطقة وادي عربة جنوب فلسطين التاريخية، وتعد موطن لعناكب الزربال العربي أو عناكب وادي عربة؛ هذه الكثبان آخذة بالتناقص وتشارف على الاختفاء. غطت الرمال في السابق ما يصل إلى حوالي 7 كيلومتر مربع (2.7 ميل2)، ولكن الآن تغطي مساحة حوالي أقل من 3 كيلومتر مربع (1.2 ميل2)، وذلك بسبب إعادة تقسيم المناطق وتخصيصها من أجل الزراعة وبسبب المحاجر الرملية. من المقرر تجديد مشاريع التعدين (استخراج المعادن) على الرمال في المستقبل القريب، وبالتالي، يسود الغموض وعدم التأكيد بالنسبة لمستقبل المواطن والموائل لهذه العناكب. إذا تم تدمير رمال سمر، فمن غير المحتمل أن تنجو وأن تستمر عناكب الزربال العربي أو عناكب وادي عربة في البقاء.

## روابط خارجية
- "Giant Spider Species Discovered in Middle Eastern Sand Dunes". Wired Science. 11 يناير 2010. مؤرشف من الأصل في 2014-03-07.
- "Big Spider Discovered in Disappearing Sand Dunes". لايف ساينس. 12 يناير 2010. مؤرشف من الأصل في 2020-05-16.